# Immergrüne Eiche

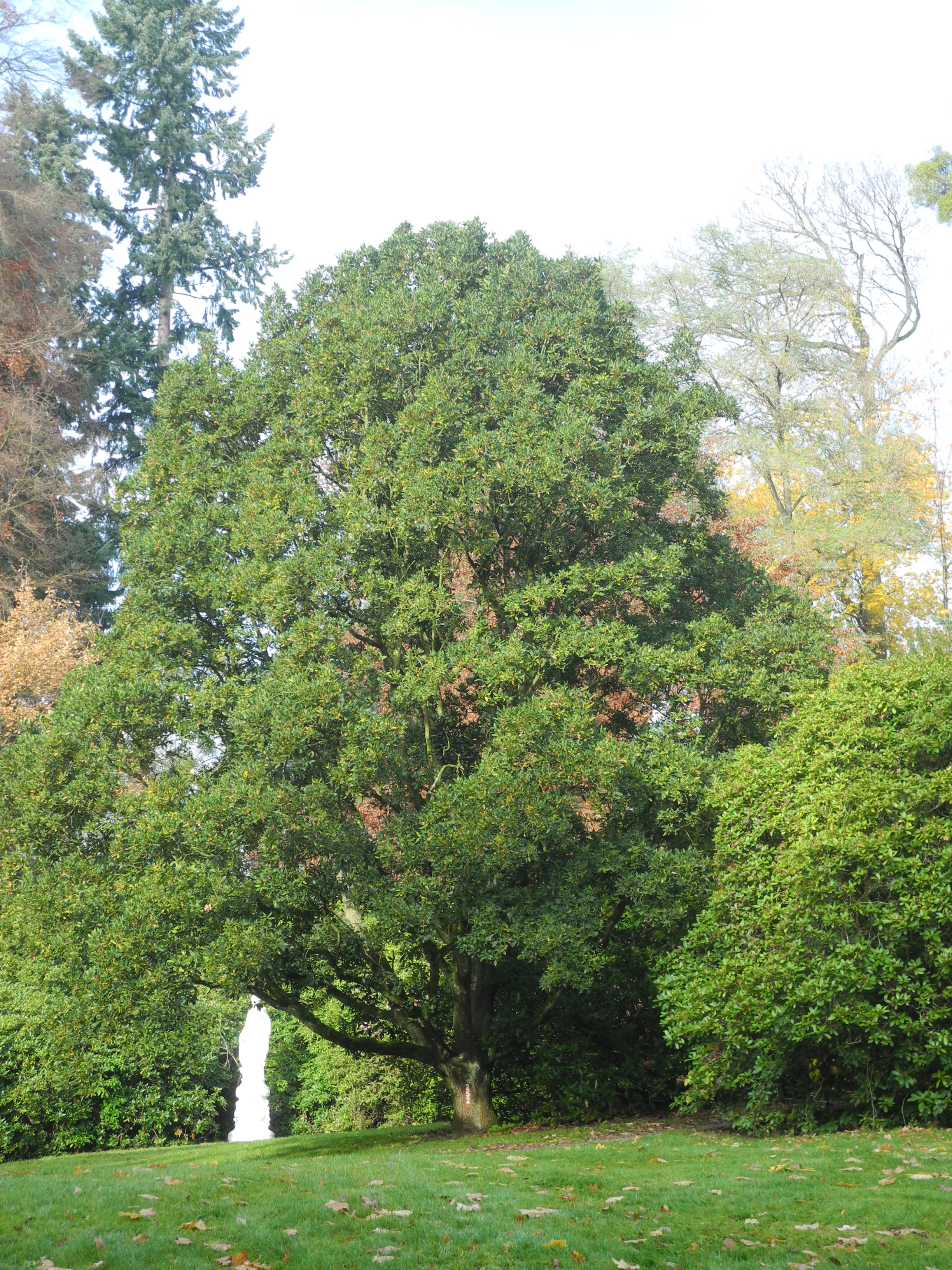
Immergrüne Eiche (Baum 252) im Bergpark Wilhelmshöhe (November 2019)

Die Immergrüne Eiche (Quercus ×turneri, Quercus hispanica 'Pseudoturneri'), auch Turners Eiche genannt ist eine um 1780 in einer englischen Gärtnerei entstandene Züchtung/Kreuzung aus der im Mittelmeerraum beheimateten Steineiche (Quercus ilex) und der Stieleiche (Quercus robur). Sie gehört zur Pflanzengattung Eichen (Quercus) innerhalb der Familie der Buchengewächse (Fagaceae). Das Epitheton turneri wird von der Gärtnerei „S. Turner Nursery“ aus Essex, England, abgeleitet, in der die Art erstmals dokumentiert gezüchtet wurde.

## Beschreibung

### Erscheinungsbild
Die Krone des Kleinbaumes ist rundlich, kegel- bis eiförmig. Er kann eine Wuchshöhe von bis zu 15 m erreichen. Seine Äste sind leicht bogenförmig nach oben geformt. Junge Zweige sind behaart, jedoch später kahl.

### Rinde und Borke
Die Rinde an jungen Zweigen ist glatt sowie gräulich. Die Borke ist dunkelbraun sowie rissig.

### Laubblatt

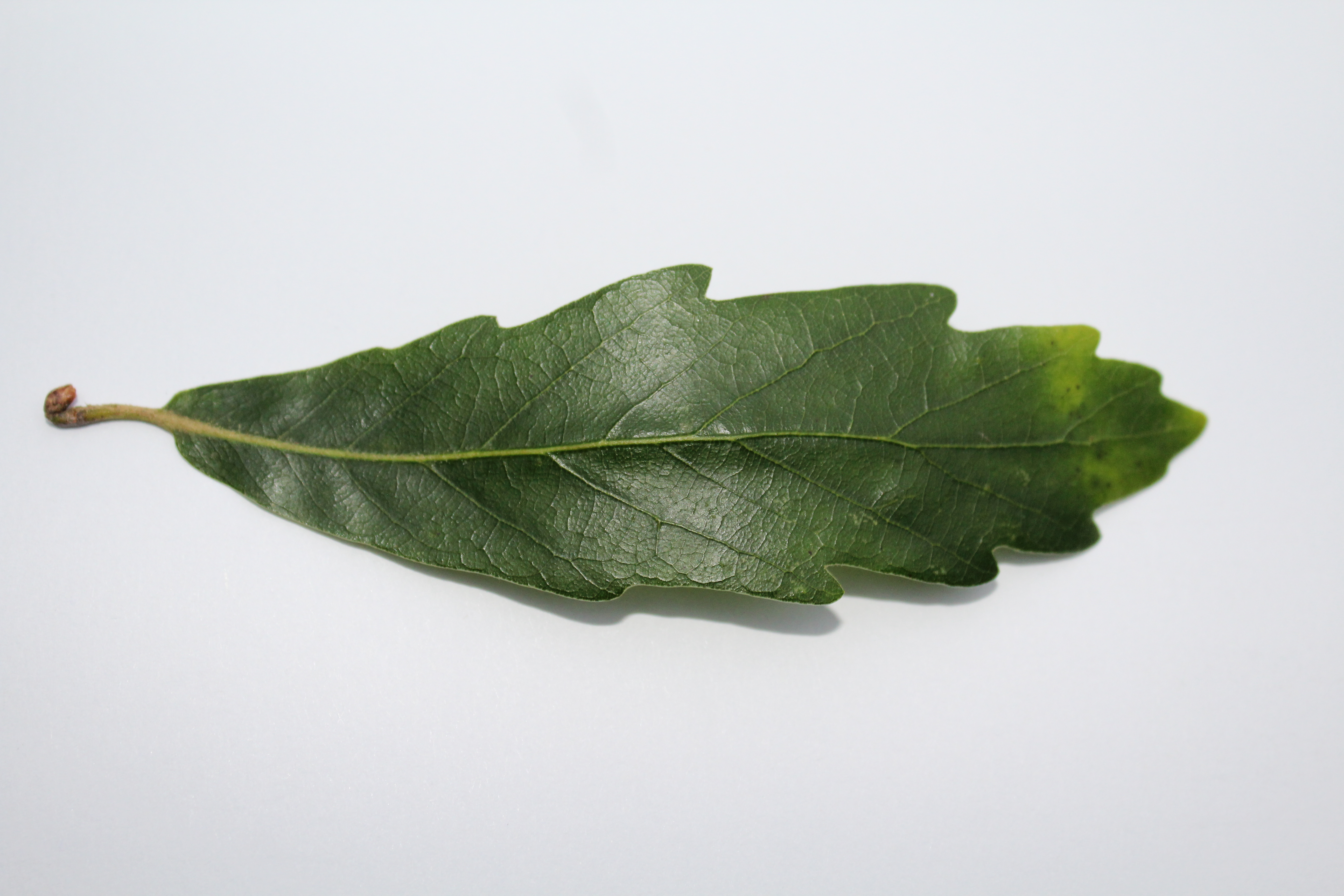
Blattoberseite

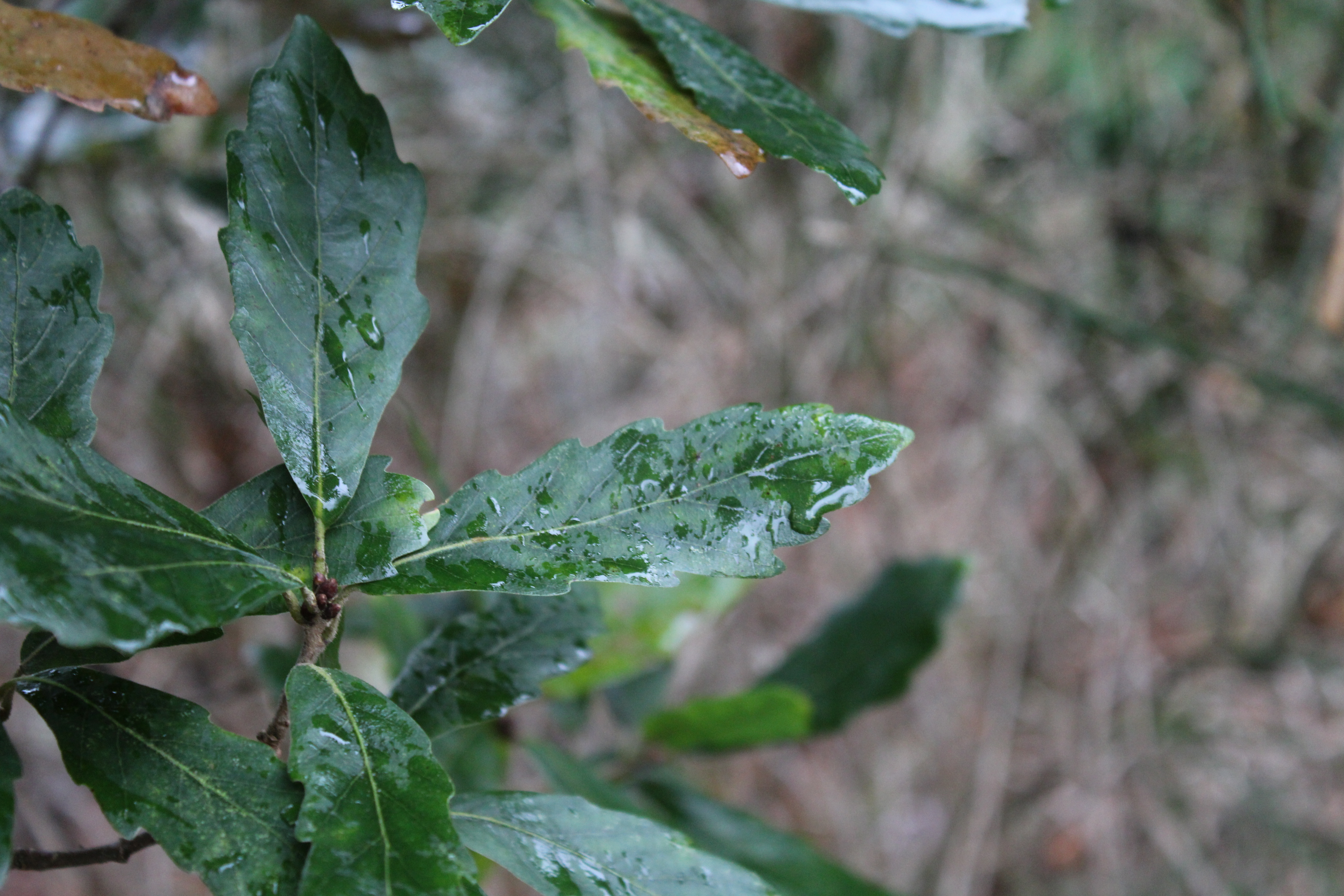
Laubblätter

Die Immergrüne Eiche bleibt je nach Standort das ganze Jahr über grün. Einige Laubblätter werden hingegen abgeworfen oder bleiben verwelkt den Winter über am Baum hängen. Die Blattspreite ist bei einer Länge von 6 bis 12 Zentimetern elliptisch mit fünf- bis sechsfach gelappten Rändern. Die Blattoberseite ist dunkelgrün und glatt, die Unterseite hingegen matt und heller bis gräulich.

### Blüte

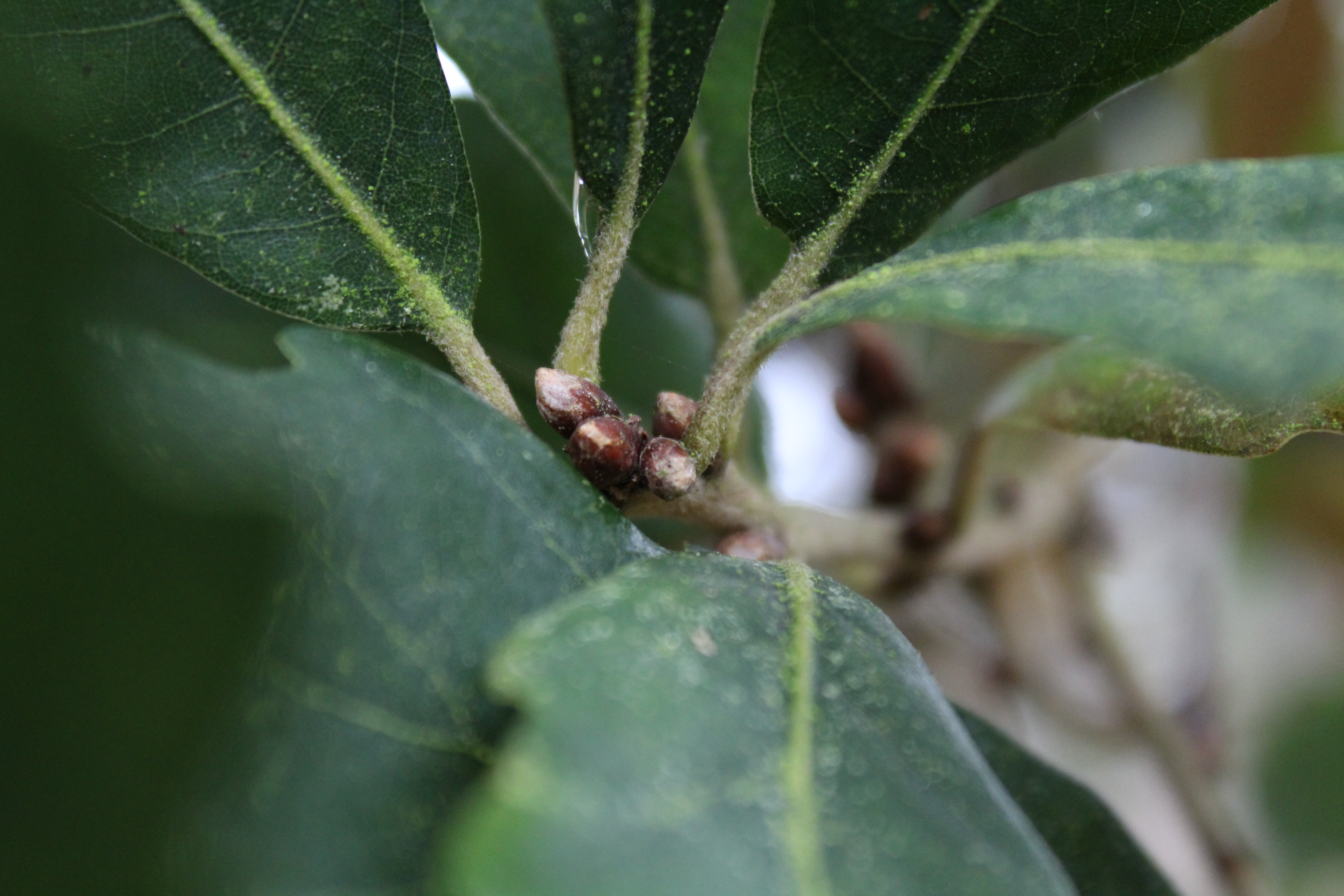
Knospen

Die Blütezeit ist im April. Im Mai bildet der Baum filzige, grüne Kätzchen, diese sind meist steril, nur vereinzelt kommt es zur Bildung von Früchten.

### Frucht
Die Fruchtreife beginnt im September. Die Nussfrüchte sind sogenannte Eicheln, diese stehen zu 3 bis 7 Büscheln. Sie sind 2–2,5 cm lang, ihre Form ist länglich oval mit einem halbkugeligen, filzigen Becher.

## Nutzung
Hauptsächlich wird Turners Eiche als Parkbaum verwendet. Holzwirtschaftlich hat Turners Eiche keine Bedeutung.
Um Turners Eiche erfolgreich zu kultivieren, wird ein geschützter Standort in einer wintermilden Region empfohlen. Der Standort sollte sonnig, warm und bestenfalls im Halbschatten liegen. Im mitteleuropäischen Klima wächst der Baum langsamer. Der Baum hat keine besonderen Ansprüche an den Boden. In kalten Wintern kann der Baum sein gesamtes Laub verlieren, dies schadet dem Baum nicht.